# Cardiomya gemma
Cardiomya gemma är en musselart som beskrevs av Addison Emery Verrill och Katharine Jeanette Bush 1898. Cardiomya gemma ingår i släktet Cardiomya och familjen Cuspidariidae. Inga underarter finns listade i Catalogue of Life.